# Faedoria campestris
Faedoria campestris là một loài ruồi trong họ Tachinidae.